# 島田丈裕
島田 丈裕（しまだ たけひろ　昭和42年4月25日 - ）は、日本の外交官。
平成3年に外務省入省後、大臣官房審議官、儀典長等を務めたのち、令和6年7月より在米国大使館公使。

## 人物
東京都出身、桐朋高等学校卒業（昭和61年3月）、慶應義塾大学法学部法律学科卒業（平成3年3月）。

## 略歴
- 平成3年4月　外務省入省
- 平成17年8月　在アメリカ合衆国日本国大使館 一等書記官
- 平成20年1月　在アメリカ合衆国日本国大使館 参事官
- 平成20年8月　在インド日本国大使館 参事官
- 平成22年7月　総合外交政策局安全保障政策課国際平和協力室長
- 平成23年3月　内閣府政策統括官(防災担当)付参事官(統括担当)付企画官 兼 平成23年東北地方太平洋沖地震緊急災害対策本部被災者生活支援特別対策本部事務局企画官
- 平成23年4月　外務省総合外交政策局安全保障政策課国際平和協力室長
- 平成23年8月　総合外交政策局総務課外交政策調整官
- 平成24年8月　大臣官房文化交流・海外広報課長
- 平成25年11月　アジア大洋州局中国・モンゴル第二課長
- 平成27年8月　内閣官房内閣参事官（内閣官房副長官補付）、内閣官房拉致問題対策本部事務局政策企画室長
- 平成29年8月　外務省在アメリカ合衆国日本国大使館 公使
- 令和2年7月　大臣官房参事官
- 令和3年9月　大臣官房審議官（総括担当）兼大臣官房公文書監理官
- 令和4年9月　大臣官房儀典長（大使）
- 令和6年7月　在アメリカ合衆国日本国大使館 公使[2]

## 同期
- 有馬裕（23年北米局長・22年南部アジア部長・21年大臣官房審議官（大使））
- 石月英雄（24年国際協力局長）
- 内田浩行（22年ストラスブール総領事）
- 大鶴哲也（22年内閣総理大臣秘書官）
- 小川秀俊（23年コンゴ民主共和国大使）
- 北川克郎（24年欧州局長）
- 河邉賢裕（23年総合外交政策局長・22年北米局長・21年在米国大使館公使）
- 髙橋良明（24年バンクーバー総領事）
- 橋場健（23年スポーツ庁審議官・21年リオデジャネイロ総領事）
- 松永健（23年トロント総領事）
- 御巫智洋（24年次席国連大使・22年国際法局長）
- 實生泰介（22年大臣官房審議官（アジア大洋州局、アジア大洋州局南部アジア部担当担当））
- 毛利忠敦（24年ウラジオストク総領事）